# Bandparodie
Bandparodie is een haast vergeten komisch genre waarbij artiesten zorgvuldig aan elkaar gemonteerde geluidsfragmenten playbacken en voorzien van komische mimiek en lichaamsbewegingen. De geluidsfragmenten zijn een bonte aaneenschakeling van heel veel verschillende soorten geluidsfragmenten die zorgvuldig op de "band" zijn gemonteerd. Bij een bandparodie-act wordt er gebruikgemaakt van vele geluidsfragmenten. Deze zijn zo verknipt en verplakt dat er een komisch geheel aan muziek, cabaret en andere fragmenten ontstaat. Zo wordt een muzieknummer moeiteloos afgewisseld met een fragment uit het achtuurjournaal, een roep van een uil of een lachsalvo.
Een van de bekendste bandparodie-acts is een act van André van Duin waarmee hij in 1964 de talentenjacht Nieuwe Oogst van de AVRO wist te winnen.
Er zijn geen richtlijnen voor de lengte van een act, maar de meeste artiesten hebben acts van ongeveer 20 minuten.